# Ballana
Koordinaten: 22° 16′ 0″ N, 31° 34′ 0″ O

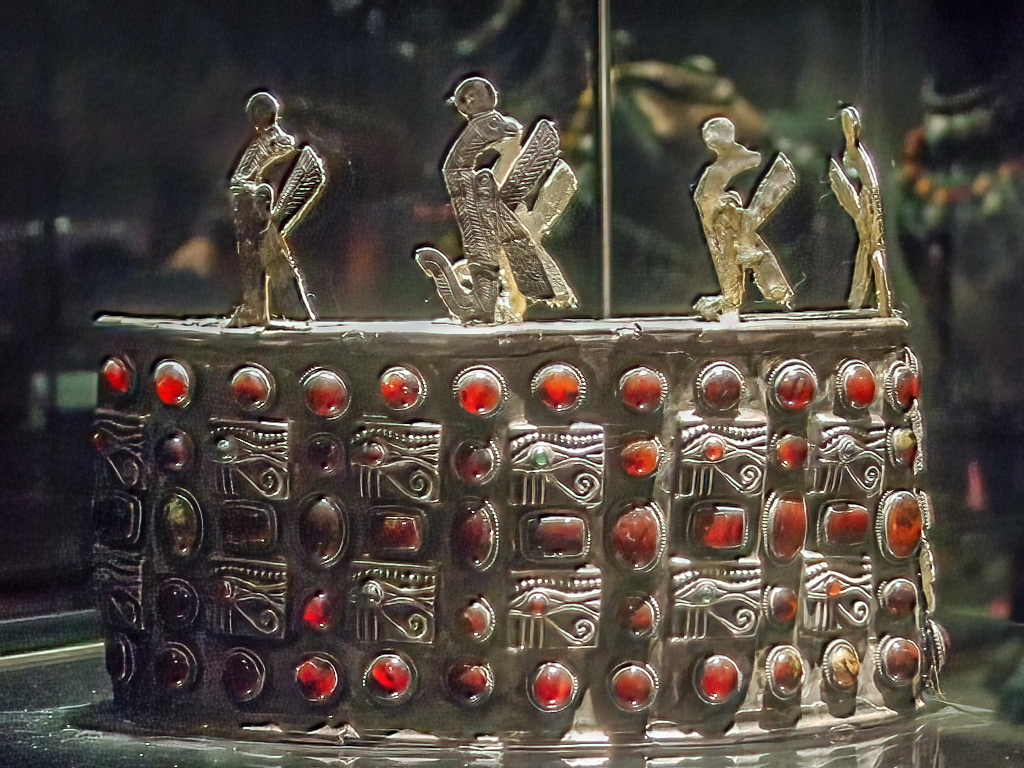
Krone aus Grab 118

Ballana war ein Friedhof in Nubien, der an der Südgrenze des heutigen Ägypten auf der Westseite des Nils lag. Hier legte Walter Bryan Emery Anfang der 1930er Jahre 122 Grabanlagen frei. Es handelte sich um Hügelgräber (tumuli) mit unterirdischen Kammern. Vermutlich war Ballana der Friedhof der Könige von Nobatia. Der Ort ist in dem ab der Mitte der 1960er Jahre aufgestauten Nassersee untergegangen.

## Der Friedhof
Die Grabtypen und die Funde gleichen denen von Qustul am gegenüberliegenden Ostufer. Es gab vereinzelte Menschenopfer und auch Pferde wurden mitbestattet. Das Grab B 80 war unberaubt und enthielt die Bestattung eines Königs erstmals auf einem Bett. Auf seinem Kopf fand sich eine silberne Krone und an Armen und Beinen reicher Schmuck. Nach der von László Török aufgestellten Chronologie datiert B 80 in die 420er Jahre und war das erste Königsgrab von Ballana, mit dem die Tradition von fünf zuvor in Qustul bestatteten Königsgenerationen fortgesetzt wurde. In Ballana wurden bis kurz vor 500 n. Chr. insgesamt sieben Könige beigesetzt.
Weitere Könige sind wohl in Grab 3, 37, 47, 95, 114 und 118 bestattet worden. In jedem dieser Gräber fanden sich Kronen aus Silber, die in ihrem Stil meroitisch-ägyptische mit spätantiken mediterranen Elementen vereinen. In Grab 3 fand sich ein spätantiker Silberteller mit dem Bild des Hermes. In anderen Grabanlagen lagen Kandelaber, von denen einige sicherlich im Mittelmeerraum produziert worden sind, andere dagegen in Nubien.
Die Grabfunde sind ein beeindruckendes Zeugnis für den Reichtum dieser spätantiken Herrscher, die über weitreichende Handelsbeziehungen verfügten, aber auch eigene Werkstätten hatte, die hochwertige Produkte anfertigten.
Die Bestattungssitten mit Menschen- und Pferdeopfer greifen offensichtlich auf alte, aus Kerma stammende Traditionen zurück.

## Wichtige Grabanlagen

### Grab 47
Das Grab gehörte eventuell einer Königin oder zumindest einer hoch stehenden Dame. Der Grabhügel war bei der Auffindung 39,30 Meter im Durchmesser und 6,80 Meter hoch. Er war, wie üblich, mit einer dicken Kiesschicht bedeckt. Die Grabkammer im Inneren des Hügels war unberaubt und enthielt die größte Sammlung an Schmuckstücken aus den Friedhöfen von Ballana und Qustul. Am Eingang des Ganges, der zur Grabkammer führte, lagen die Skelette von zwei Menschen und ein reich geschmücktes Pferd. Bei den Skeletten lagen noch einige Objekte. Es handelt sich vermutlich um Diener, die ihrer Herrin mit in den Tod folgen mussten. Eine weitere Dienerin lag direkt am Eingang zur Grabkammer.
In der Grabkammer lag die unberührte Tote. Die Leiche war stark verfallen, doch fand sich ausgesprochen viel Schmuck, so dass von einer Frau ausgegangen wird. Auf dem Kopf trug sie eine Silberkrone, an den Armen 20 Silberarmreifen, um den Hals einen Silberreifen und 14 Ketten mit Perlen aus verschiedenen Materialien. An den Armen trug sie Silber- und Korallenreifen, am Kopf eine Reihe von Ohrringen.
In der Grabkammer lagen Bronzeschalen, ein Silberbecher und eine Bronzelampe in der Form eines menschlichen Kopfes.

### Grab 80
Dieses Grab war das reichste der hiesigen Bestattungen. Die Grabkammer war früh in sich zusammengefallen und wurde deshalb nie beraubt.
Der eigentliche Grabhügel war einst 62 Meter im Durchmesser und 12 Meter hoch. Die Grabanlage innerhalb des Hügels bestand aus vier Räumen. Im Zugang zur Grabkammer fanden sich die Reste von geopferten Pferden und Kamelen. In der ersten Grabkammer lag die Leiche des hier Bestatteten, bei dem es sich wohl um einen König handelte. Er lag auf einer Bahre, von der sich nur noch die Metallteile fanden. Auf dem Haupt des Herrschers lag eine Silberkrone, die mit Halbedelsteinen dekoriert war. In seiner linken Hand hielt er Waffen, wie einen Bogen und Pfeile. Um seinen Hals fanden sich Ketten.
Am Kopf des Herrschers fanden sich Skelettteile eines Hundes. In dieser Grabkammer fanden sich auch die Reste von geopferten Dienern. Einer von ihnen war offensichtlich ein Soldat, der mit seinem Eisenschwert begraben wurde. Um den König fanden sich zahlreiche Beigaben, darunter viel Keramik, Bronzegefäße und Waffen. Ein Weihrauchbrenner in der Form eines Löwen wurde vielleicht aus China importiert.
In einer weiteren Kammer war eine Frau bestattet, die eine Krone trug und deshalb wohl als Königin anzusehen ist.

### Grab 95
Der unterirdische Teil des Grabes war kurz nach der Bestattung eingestürzt, so dass auch hier das Begräbnis unberaubt blieb. Der Grabhügel war bei der Auffindung 56 Meter im Durchmesser und 7,45 Meter hoch. Es hatte drei Kammern. In der ersten lag das Skelett des Herrschers mit einer Silberkrone. Am Grabeingang lag ein geopferter Diener und das Skelett einer Kuh. Am Nordende des Raumes befand sich die Bestattung der Königin, die auch mit einer Silberkrone geschmückt war. Alle drei Kammern waren angefüllt mit Beigaben. Es fand sich viel Keramik, bronzene Gefäße, Waffen und ein Faltstuhl aus Eisen, vielleicht ein Thron.

### Grab 118
Auch hier war die Grabkammer eingestürzt und bewahrte deshalb die Bestattung eines Königs. Dieser lag mit der Krone auf dem Kopf auf einem Totenbett. Unter dem Bett fanden sich Waffen, ein hölzernes Spielbrett und ein Faltstuhl. Im selben Raum fanden sich die Reste eines jungen Mannes, der offensichtlich geopfert worden war und die Reste einer Kuh. Es gab zwei Seitenkammern, in denen sich hauptsächlich Keramik fand, aber auch Bestattungen von geopferten Dienern.